# 空の中
『空の中』（そらのなか）は、有川浩による小説作品。2004年11月にメディアワークスより出版、角川書店より発売された。
著者の自衛隊三部作の「空」に当たる。『塩の街』での第10回電撃ゲーム小説大賞を受賞後に有川が書く初の単行本でもある。

## あらすじ
200x年1月7日、2005年に発足したYS-11以来となる大規模な国家規模の民間輸送機開発プロジェクトによって開発された、世界初となる超音速ビジネスジェット機にして日本初の超音速旅客ジェット機である「スワローテイル」の試験機が四国沖の自衛隊演習空域、通称・L空域を試験飛行中、高度2万mに到達直後突如爆発炎上する。2月12日、航空自衛隊飛行開発実験団所属のF-15Jイーグル2機編隊が同空域を実験飛行中、同じく高度2万mで1機が爆発炎上、編隊長である斉木敏郎三等空佐が死亡する。両事故の機体にはいずれも異常がなく、事故原因は謎のままだった。
その日、高知県に住む斉木三佐の息子である斉木瞬は、半透明の乳白色で不定形のクラゲのような奇妙な生物に海岸で遭遇する。携帯電話を介して拙いながらも言葉を発するその不思議な生物を瞬は「フェイク」と名付け、瞬の幼馴染である佳江の提案により家で育てることにする。直後に父の殉職の報せを受け、天涯孤独の身になった瞬は、父を失った心の空洞を埋めるかのようにフェイクをまるで家族のように可愛がり、コミュニケーションをとろうとする。
一方、「スワローテイル」の製造元である特殊法人日本航空機設計の春名高巳は、「スワローテイル」が起こした事故の調査委員に任命され、事故当時斉木三佐の編隊員として一緒に飛んでいた武田光稀三等空尉に事故当時の状況の聞き取り調査を行うべく岐阜基地に来ていた。事故当時の唯一の生存者であることから厳しい調査を受けた光稀は当初、事故の話をすることを渋っていたが、高巳の熱心な説得を受け、高巳と一緒に事故空域へ行くことを決心する。そして複座機のF-15DJに乗り込み事故空域に向かった二人は、その空域において奇妙な現象と、後に「白鯨」と呼称される謎の知的生命体に遭遇する。
原因不明の航空機事故と、謎の知的生命体。それらに関わる人々はやがて、ある場所へと集まっていく。

## 主な登場人物
斉木 瞬（さいき しゅん）
高知県の仁淀川沿いのいの町に住む高校2年生。航空自衛官である父の仕事柄、全国の地方都市を転々と引っ越していたが、中学進学を機に高知の父の実家に預けられる。歳の割に落ち着いており、本人もそれを自覚している。父子家庭で、父が事故死した当日も高知沖を飛んでいるであろう父を見送りに浦戸湾に来ていたほど、父とは仲が良かった。その浜辺でクラゲのような謎の知的生命体「フェイク」と出会う。最初は気味悪がっていたが、佳江によって押し付けられていやいや飼う羽目になる。父の葬式の晩に、携帯電話を介してフェイクが交信してきたことから、心の隙間を埋めるようにフェイクを家族以上に可愛がりだす。文庫版に収録の書き下ろし短編『仁淀の神様』では佳江、宮じいと共に彼のその後が描かれている。
天野 佳江（あまの かえ）
真っ黒な髪の、勝気そうな印象の持てる瞬の幼馴染。瞬の祖父の家の隣に住んでおり、夏休みの度に帰省していた瞬とは腐れ縁。好きな言葉を三つ上げさせたら「ネッシー」「クッシー」「シーサーペント」と言うほどの筋金入りの（特に水棲ものの）UMA好き。フェイクの名付け親でもある。気味悪がる瞬にフェイクの居場所を教えさせ、あまつさえそれを瞬に飼わせるなど、少々強引なところがある。フェイクを溺愛する瞬の様子をどことなくおかしいと感じ始める。
春名 高巳（はるな たかみ）
「スワローテイル」の製造元である特殊法人日本航空機設計の事故調査委員。元は三津菱重工（三菱重工のパロディ）小牧勤務の技術者で、スワローテイル開発チームには出向の形で所属している。突然事故調査委員に任命され、岐阜基地へ赴いて自衛隊機事故の生き残りである光稀に話を聞くことになり、事故の核心に迫ろうとする。若いながらも言葉を巧みに操ることに長けており、作中で幾度かその能力を発揮する。普段は終始理性を失わず飄々とした様子だが、時々激しい感情を露にする。光稀とともに、「クジラの彼」収録の短編にも登場。
雑誌『ダ・ヴィンチ』2009年5月号の「有川浩徹底特集」における「有川ワールドなんでもランキング」の「好きなキャラBEST10」では、第5位。また、「好きなカップルBEST10」では光稀とともに第3位、2013年5月号の同ランキングでは第7位。
武田 光稀（たけだ みき）
航空自衛隊の女性自衛官で階級は三等空尉。岐阜基地の飛行開発実験団に配属されているエリートパイロット。自衛隊という男社会で生きるからか、名前の字面から男と勘違いされることが多いからか、気丈な性格で、男のような話し方で歯に衣着せぬ物言いをするため、一時期「歩く公序良俗」と呼ばれていたが、一方で真っ直ぐな性格をしている。実験飛行中に事故に遭い、斉木三佐だけが殉職したことを悔いている。事故空域からの唯一の生存者であることから厳しい調査を受け、これ以上事故の話をすることを渋っていたものの、聞き取り調査に来た高巳の熱心な説得に、高巳を事故空域へ連れて行く決心をする。事故空域の「異変」に真っ先に気付いた人間である。
「有川ワールドなんでもランキング」の「好きなキャラBEST10」では、第6位タイ。
佐久間 公亮（さくま きみあき）
名京大学で教授を務めている生物学者。48歳。「白鯨」の生態を調査するために対策本部に招聘された。専門の生物学以外にも様々な分野の広範な知識を持っている。
白川 真帆（しらかわ まほ）
「スワローテイル」機長、白川豊の娘。爆発事故で父を亡くし、母は事故のショックで心身共に衰弱し、入院してしまった。清楚可憐を絵に描いたような高校3年生。しかしその外見とは裏腹に、中部地方の有力者である母方の親戚の力、高校生とは思われないほど卓越した話術と権謀術数、更には世論を駆使し、反「白鯨」団体「セーブ・ザ・セーフ」の実質的な代表として、父の仇を討つために異常なまでの執念を持って、「白鯨」を殲滅しようと企む。その美貌と置かれた立場からマスコミの注目を集めている。
宮田 喜三郎（みやた きさぶろう）
仁淀川で河漁師を営む老人。瞬らからは「宮じい」と呼ばれている。素朴な人柄で、長く生きてきた中でついた老練な知恵を持つ。朴訥な土佐弁で語るその言葉は、どれも作中において深い意味を持つ。

## 白鯨について
四国沖、高度2万mの成層圏に生息していた知的生命体。エディアカラ生物群の生き残りで、非常に長い生命スパンを持ち、まだ一回も世代交代を行っていない。また、同族も存在せず、自らの事を「全き一つ」と形容する。優れた知能をもち、接触以前から人間の放送電波を受信して知識などを蓄えている。日本語を覚え始めた当初はたどたどしい話し方だったが、教育によって流暢な日本語を話すようになった。
形状は直径50～60kmほどの白く巨大な硬質の楕円形で、この形状での空中での静止や超音速での高機動飛行など、物理学を超越した飛行能力を有している。人間が認識している電磁波より汎用性の高い「波長」を利用する事ができ、波長を体内に透過させる事によって外界を認識している他、ECM・雷撃・高出力レーザー・メーザー・電磁パルスなどの攻撃的な波長を用いて外敵を撃退する事も可能。また、この能力の副産物として、レーダー波を透過させる事により高いステルス性を得る事も出来る。この他、空への擬態能力なども有している。エネルギー源は太陽光線。その本質は、新たな「概念」を獲得する事によって自己進化を行い、不可能を可能にするという物。
その名称は小説『白鯨』に由来する物で、週刊誌が用いた「空の白鯨」という表現が一般に定着した物である。高巳達はこれとは別に、『白鯨』に登場する白色のマッコウクジラ「モービー・ディック」に由来する「ディック」という愛称で呼んでいる。
フェイク
スワローテイルの衝突によって剥離した「白鯨」の一部。瞬によって浦戸湾で拾われた。瞬の携帯に交信をしてきたことから瞬や佳江とのコミュニケーションを始める。文法は稚拙だが、会話に用いる単語は多岐に渡る。最初はクラゲのようだったが、水から出て白い楕円形になって空を飛ぶようになる。瞬がフェイクを溺愛するように、フェイクも瞬と親しくしている。

## 既刊一覧
- 単行本（メディアワークス、2004年11月、ISBN 4-8402-2824-8）
- 文庫版（角川文庫、2008年6月、ISBN 978-4-04-389801-5）

文庫版には書き下ろし短編『仁淀の神様』と新井素子による解説が収録されている。

## 漫画
『塩の街』より続く「自衛隊三部作シリーズ」として、コミカライズが『LaLa』（白泉社）にて、2025年7月号から連載されている。漫画は弓きいろが担当。